# Mostra de Venise 1947

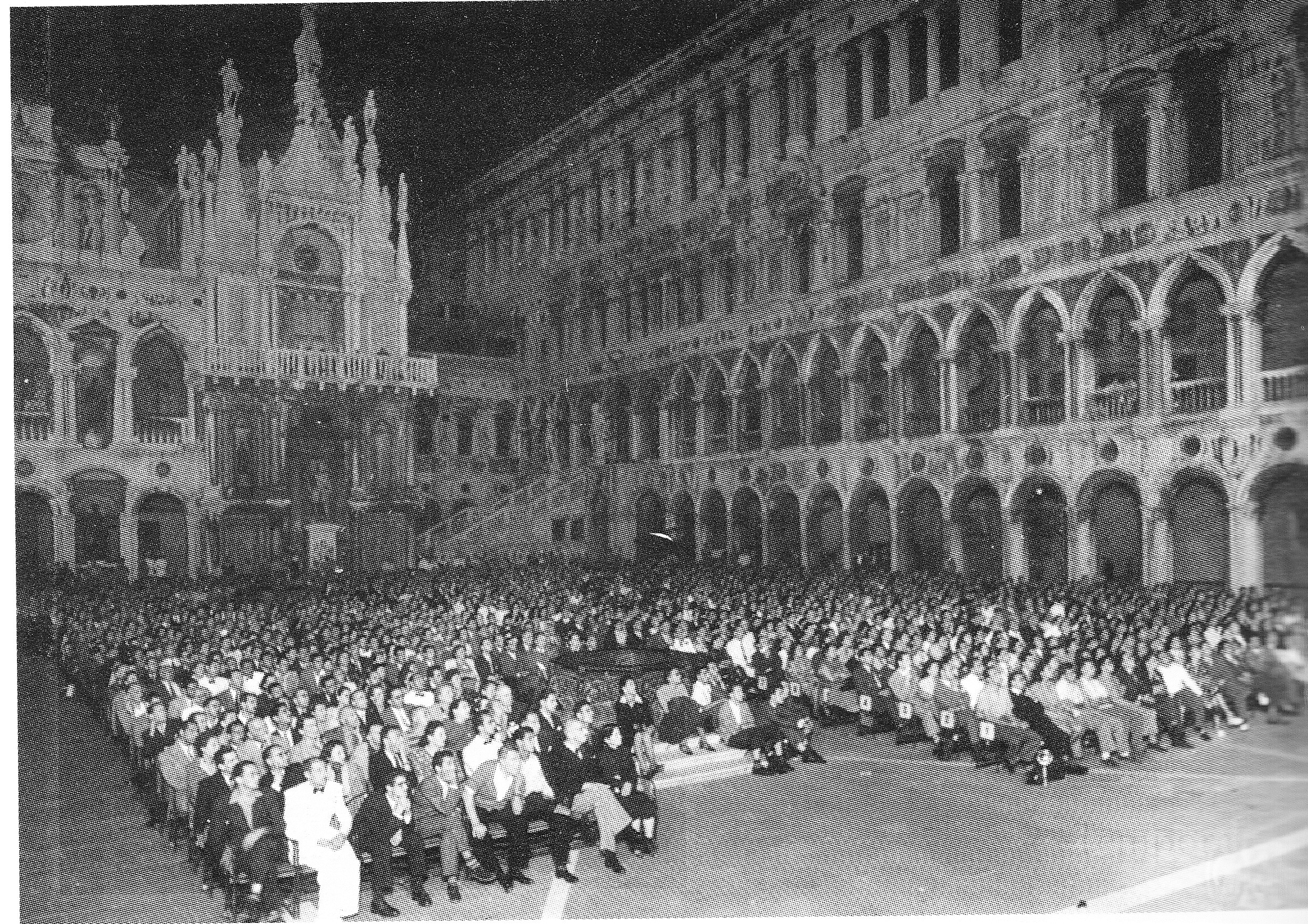
Une projection dans la cour du palais des Doges au cours du festival.

La Mostra de Venise 1947 — ou la 8e édition de la Mostra de Venise ou encore la 8e édition du Festival international du film de Venise (en italien : 8ª edizione della Mostra internazionale d'arte cinematografica) — est un festival de cinéma international qui s'est tenu à Venise en Italie du 23 août au 15 septembre 1947.
Cette édition est la 8e édition de ce festival international de cinéma : après l'interruption de 1943 à 1945, l'édition de 1946 ne portait pas le même nom et n'a pas été numérotée ; en outre les éditions de 1940 et 1942 ont perdu leur numéro après la guerre ; ainsi ce festival porte le même numéro que l'édition de 1940.

## Jury
- Vinicio Marinucci (président, Italie), Hugo Mauerhofer (vice-président, Suisse), Antonin Brousil (Tchécoslovaquie), Jacques Ibert (France), Fabrizio Malpiero (Danemark), Cirly Ray (Grande-Bretagne), William Karol (Mexique), Carlo Benda (Suède), Dimitri Jeriomin (URSS), Jeanne Contini (É.-U.).

## Films en compétition
| Titre français                        | Titre original                                           | Réalisateur           | Pays de production |
| ------------------------------------- | -------------------------------------------------------- | --------------------- | ------------------ |
|                                       | Ngiri (court métrage)                                    | Gérard De Boe         | Belgique           |
| People in the Clouds                  | Хора сред облаците (Hora sred oblatzite) (court métrage) | Zahari Zhandov        | Bulgarie           |
|                                       | Сватба на село (Svatba na selo) (court métrage)          | Stoyan Hristov        | Bulgarie           |
| One Day in Sofia                      | Един ден в София (Edin den v Sofia) (court métrage)      | Zahari Zhandov        | Bulgarie           |
| Le Criminel                           | The Stranger                                             | Orson Welles          | États-Unis         |
| Demain viendra toujours               | Tomorrow Is Forever                                      | Irving Pichel         | États-Unis         |
| La Maison du docteur Edwardes         | Spellbound                                               | Alfred Hitchcock      | États-Unis         |
| C'est arrivé dans la Cinquième Avenue | It Happened on 5th Avenue                                | Roy Del Ruth          | États-Unis         |
| Ses premières ailes                   | Gallant Journey                                          | William A. Wellman    | États-Unis         |
| Huit Heures de sursis                 | Odd Man Out                                              | Carol Reed            | Royaume-Uni        |
| La Sirène                             | Siréna                                                   | Karel Steklý          | Tchécoslovaquie    |
| Chasse tragique                       | Caccia tragica                                           | Giuseppe De Santis    | Italie             |
|                                       | Monsieur Vincent                                         | Maurice Cloche        | France             |
| L'Honorable Angelina                  | L'onorevole Angelina                                     | Luigi Zampa           | Italie             |
|                                       | Quai des Orfèvres                                        | Henri-Georges Clouzot | France             |
| La Perle                              | La perla                                                 | Gabriel Figueroa      | Mexique            |

## Palmarès
- Grand Prix international de Venise pour le meilleur film : Siréna de Karel Steklý.
- Coupe Volpi de la meilleure interprétation masculine : Pierre Fresnay pour Monsieur Vincent de Maurice Cloche.
- Coupe Volpi de la meilleure interprétation féminine : Anna Magnani pour L'Honorable Angelina (L'Onorevole Angelina) de Luigi Zampa.
- Meilleur réalisateur pour Henri-Georges Clouzot pour le film Quai des Orfèvres.
- Meilleur scénario pour Le Printemps de Grigori Alexandrov.